# АКП земље
Афричка, карипска и пацифичка група земаља (АКП земље) је група држава у Африци, на Карибима и на Пацифику која је створена потписивањем Џорџтаунског споразума 1975. године. У децембру 2019. је Савет министара АКП земаља одобрио ревизију Џорџтаунског споразума којом је име организације промењено у Организација афричких, карипских и пацифичких земаља. Главни циљеви ове организације су одрживи развој и смањење сиромаштва у земљама чланицама, као и њихова већа интеграција у светску економију. Све државе чланице, осим Кубе, су потписницие Споразума из Котонуа са Европском унијом.
Споразум у Котонуу (потписан у Котонуу, Бенин, у јуну 2000. године) је наследник Конвенције из Ломеа. Једна од главних разлика између ова два споразума је што се партнерство између две организације сада проширује и на нове актере попут цивилног друштва, приватног сектора, локалних власти и синдиката. Они ће бити укључени у консултације и планирање националних развојних стратегија, под условом приступа финансијским ресурсима и укључивања у имплементацију програма.
Многе мале острвске државе у развоју су чланице АКП земаља. Четврта конвенција из Ломеа је ревидирана 1995. на Маурицијусу и према њој се од тада посвећује посебна пажња овим земљама.
Седиште ове организације се налази у белгијској престоници Бриселу, а њен тренутни генерални секретар је Жорж Ребело Пинто Чикоти из Анголе.
Од 15. октобра 1981. године има статус посматрача у Уједињеним нацијама.

## Државе чланице

### Африка[2]

#### Западноафричка група (ЕКОВАСиМауританија)
1. Бенин
2. Буркина Фасо
3. Зеленортска Острва
4. Обала Слоноваче
5. Гамбија
6. Гана
7. Гвинеја
8. Гвинеја Бисао
9. Либерија
10. Мали
11. Мауританија
12. Нигер
13. Нигерија
14. Сенегал
15. Сијера Леоне
16. Того

#### ГрупаЕкономске заједнице централноафричких државаиСао Томеа и Принципеа
1. Камерун
2. Централноафричка Република
3. Чад
4. Демократска Република Конго
5. Република Конго
6. Екваторијална Гвинеја
7. Габон
8. Сао Томе и Принсипе

#### ГрупаИсточноафричке заједнице
1. Бурунди
2. Кенија
3. Руанда
4. Јужни Судан
5. Танзанија
6. Уганда

#### Источна и јужноафричка група
1. Комори
2. Џибути
3. Еритреја
4. Етиопија
5. Мадагаскар
6. Малави
7. Маурицијус
8. Сејшели
9. Сомалија
10. Судан
11. Замбија
12. Зимбабве

#### ГрупаЈужноафричке развојне заједнице
1. Ангола
2. Боцвана
3. Есватини
4. Лесото
5. Мозамбик
6. Намибија
7. Јужноафричка Република

### Кариби
1. Антигва и Барбуда
2. Бахаме
3. Барбадос
4. Белизе
5. Куба
6. Доминика
7. Доминиканска Република
8. Гренада
9. Гвајана
10. Хаити
11. Јамајка
12. Сент Китс и Невис
13. Света Луција
14. Сент Винсент и Гренадини
15. Суринам
16. Тринидад и Тобаго

Све државе Карипске заједнице преговарају преко Карипског форума о Споразуму о економском партнерству са Европском унијом. У овим преговорима учествује и Доминиканска Република која није чланица Карипске заједнице.

### Пацифик
1. Фиџи
2. Кирибати
3. Маршалска Острва
4. Савезне Државе Микронезије
5. Науру
6. Палау
7. Папуа Нова Гвинеја
8. Самоа
9. Соломонова Острва
10. Источни Тимор
11. Тонга
12. Тувалу
13. Вануату
14. Кукова Острва (територија Новог Зеланда)
15. Нијуе (територија Новог Зеланда)

Све развијене државе чланице Пацифичког острвског форума заједно са Источним Тимором преговарају о Пацифичком споразуму о економском партнерству са Европском унијом.

### Северни Атлантик
У овом региону се налазе прекоморске територије Европске уније, Гренланд и Сен Пјер и Микелон, које нису чланице АКП земаља.

### Јужни Атлантик
У овом региону се налазе британске прекоморске територије, Света Јелена и Фолкландска Острва, које нису чланице АКП земаља, али Света Јелена има веома развијене односе са Групом Јужноафричке развојне заједнице АКП земаља.

### Ненасељене територије
Ненасељене британско-европске прекоморске територије не учествују у регионалним иницијативама. То су: 
1. Британска територија Индијског океана (територија Велике Британије и Северне Ирске), налази се у Индијском океану
2. Француске јужне и антарктичке земље (територија Француске), налази се у Индијском океану
3. Јужна Џорџија и Јужна Сендвичка острва (територија Велике Британије и Северне Ирске), налази се у Јужном Антлатику;
4. Британска Антарктичка Територија (територија Велике Британије и Северне Ирске), налази се близу Јужног Атлантика

## Посебне ознаке
Споразум из Котонуа препознаје специфичне изазове са којима су суочене мање развијене земље, земље које су континенталне и острвске у свом економском развоју. Стога је тим земљама одобрен повољнији третман од осталих земаља чланица АКП-а. Текст Споразума из Котонуа ажуриран је 2005. и 2010. године, али листе се нису промениле, упркос чињеници да се стварна листа најсиромашнијих нивоа становништва мења, како је дефинисано од стране Уједињених нација: Зеленортска Република је стекла статус најмање развијене земље у децембру 2007, док је Сенегал тај статус стекао 2001. године, а Источни Тимор 2003. године. Следеће листе не би требало у потпуности да се сматрају стварним списковима намањих држава АКП-а и острва (неколико острва није наведено).
Анекс VI Споразума из Котонуа садржи следеће спискове: 

### Најмање развијене државе АКП-а
1. Ангола
2. Бенин
3. Буркина Фасо
4. Бурунди
5. Зеленортска Острва
6. Централноафричка Република
7. Чад
8. Комори
9. Демократска Република Конго
10. Џибути
11. Екваторијална Гвинеја
12. Еритреја
13. Етиопија
14. Гамбија
15. Гвинеја
16. Гвинеја Бисао
17. Хаити
18. Кирибати
19. Лесото
20. Либерија
21. Мадагаскар
22. Малави
23. Мали
24. Мауританија
25. Мозамбик
26. Нигер
27. Руанда
28. Самоа
29. Сао Томе и Принсипе
30. Сијера Леоне
31. Соломонова Острва
32. Сомалија
33. Судан
34. Танзанија
35. Тувалу
36. Того
37. Уганда
38. Вануату
39. Замбија

Најмање развијене прекоокеанске европске територије су: Ангвила, Мајот, Монтсерат, Света Јелена, Острва Теркс и Кејкос, Валис и Футуна и Сен Пјер и Микелон.

### Континенталне чланице
1. Боцвана
2. Буркина Фасо
3. Бурунди
4. Централноафричка Република
5. Чад
6. Етиопија
7. Лесото
8. Малави
9. Мали
10. Нигер
11. Руанда
12. Есватини
13. Уганда
14. Замбија
15. Зимбабве

### Острвске државе
1. Антигва и Барбуда
2. Бахаме
3. Барбадос
4. Зеленортска Острва
5. Комори
6. Куба
7. Доминика
8. Доминиканска Република
9. Фиџи
10. Гренада
11. Хаити
12. Јамајка
13. Кирибати
14. Мадагаскар
15. Маурицијус
16. Науру
17. Папуа Нова Гвинеја
18. Сент Китс и Невис
19. Света Луција
20. Сент Винсент и Гренадини
21. Самоа
22. Сао Томе и Принсипе
23. Сејшели
24. Соломонова Острва
25. Тонга
26. Тринидад и Тобаго
27. Тувалу
28. Вануату